# المغلي
المغلي او الكراوية، وصفة تحضّر دائماً في المطبخ اللبناني وفي بلاد الشام إجمالا وتقدّم بشكل خاصّ عند ولادة مولود جديد كجزء من العادات والتقاليد.
يحضّر المغلي من الرز والسكر والماء والكراوية والقرفة الناعمة، ويزيّن بالمكسرات  وبرش جوز الهند حسب الرغبة و اغلب الاحيان يتم اضافة الفستق الحلبي المقشر, الجوز المكسور, واللوز مقطع الى نصفين.

## المحتويات
تحتوي وجبة المغلي (110g تقريباً) على المعلومات الغذائية التالية:
- السعرات الحرارية:250
- الدهون: 5%
- الدهون المشبعة:
- الكوليسترول: 0
- الكاربوهيدرات: 77
- البروتينات: 2

مع العلم أنه لم يتم احتساب المكسرات وجوز الهند

## وصلات خارجية
وصفة المغلي مع معلوماتها الغذائية